# Hypsicera conviva
Hypsicera conviva là một loài tò vò trong họ Ichneumonidae.